# Get Your Heart On!
Get Your Heart On! é o quarto álbum de estúdio da banda de rock americana Simple Plan, foi lançado dia 21 de junho de 2011. O álbum conta com muitas participações como: Rivers Cuomo, Alex Gaskarth, Natasha Bedingfield, K'naan e Marie - Mai.

## Faixas
1. "You Suck at Love" - 3:11
2. "Can't Keep My Hands Off You" (feat. Rivers Cuomo)" - 3:21
3. "Jet Lag" (feat. Natasha Bedingfield)" - 3:24
4. "Astronaut" - 3:41
5. "Loser of the Year" - 3:26
6. "Anywhere Else But Here" - 3:44
7. "Freaking Me Out" (feat. Alex Gaskarth de All Time Low)" - 3:07
8. "Summer Paradise" (feat. K'naan)" - 3:56
9. "Gone Too Soon" - 3:16
10. "Last One Standing" - 3:27
11. "This Song Saved My Life" - 3:12
12. "Never Should Have Let You Go" lançada somente no Japão - 4:23

| iTunes (Deluxe Version) |                                |         |  |
| N.º                     | Título                         | Duração |  |
| 12.                     | "Jet Lag (feat. Marie-Mai)"    | 3:23    |  |
| 13.                     | "Never Should Have Let You Go" | 4:23    |  |
| 14.                     | "Loser of the Year" (Acoustic) | 3:49    |  |

## Paradas
| Chart (2011)                              | Peak position |
| ----------------------------------------- | ------------- |
| Austrian Albums Chart                     | 22            |
| Australian Albums Chart                   | 13            |
| Belgian Albums Chart (VL)                 | 75            |
| Belgian Albums Chart (Wa)                 | 34            |
| Canadian Albums Chart                     | 2             |
| Czech Albums Chart                        | 30            |
| Dutch Albums Chart                        | 36            |
| French Albums Chart                       | 10            |
| German Albums Chart                       | 10            |
| Italian Albums Chart                      | 93            |
| Japanese Albums Chart                     | 7             |
| Mexican Albums Chart                      | 15            |
| Spanish Albums Chart                      | 17            |
| Swedish Albums Chart                      | 50            |
| Swiss Albums Chart                        | 7             |
| South Korean Albums Chart (International) | 21            |
| Taiwanese Albums Chart                    | 8             |
| UK Albums Chart                           | 71            |
| US Billboard 200                          | 52            |
| US Billboard Rock Albums                  | 14            |
| US Billboard Alternative Albums           | 10            |